# Turris brevicanalis
Turris brevicanalis é uma espécie de gastrópode do gênero Turris, pertencente a família Turridae.